# Spaceport America

i7
i11
i13
Der Spaceport America (auch New Mexico Spaceport und ehemals Southwest Regional Spaceport genannt) ist nach US-amerikanischem Verständnis der erste Weltraumhafen für kommerzielle Raumfahrt. Er liegt im Tal der Jornada del Muerto in New Mexico, USA nahe dem Testgelände White Sands Missile Range der United States Army. Er war von 2005 bis 2011 in Bau, die Einrichtung wurde am 17. Oktober 2011 schließlich eröffnet. Der Flugbetrieb mit Passagieren sollte im Jahr 2013 beginnen, wurde aber verschoben. Der erste Teststart eines bemannten Höhenflugzeugs (in den USA und teils auch in der internationalen Presse als „Raumschiff“ bezeichnet) von einem vom Spaceport America gestarteten Trägerflugzeug fand am 22. Mai 2021 statt. Betrieben wird die Anlage vom Bundesstaat New Mexico.

## Geschichte

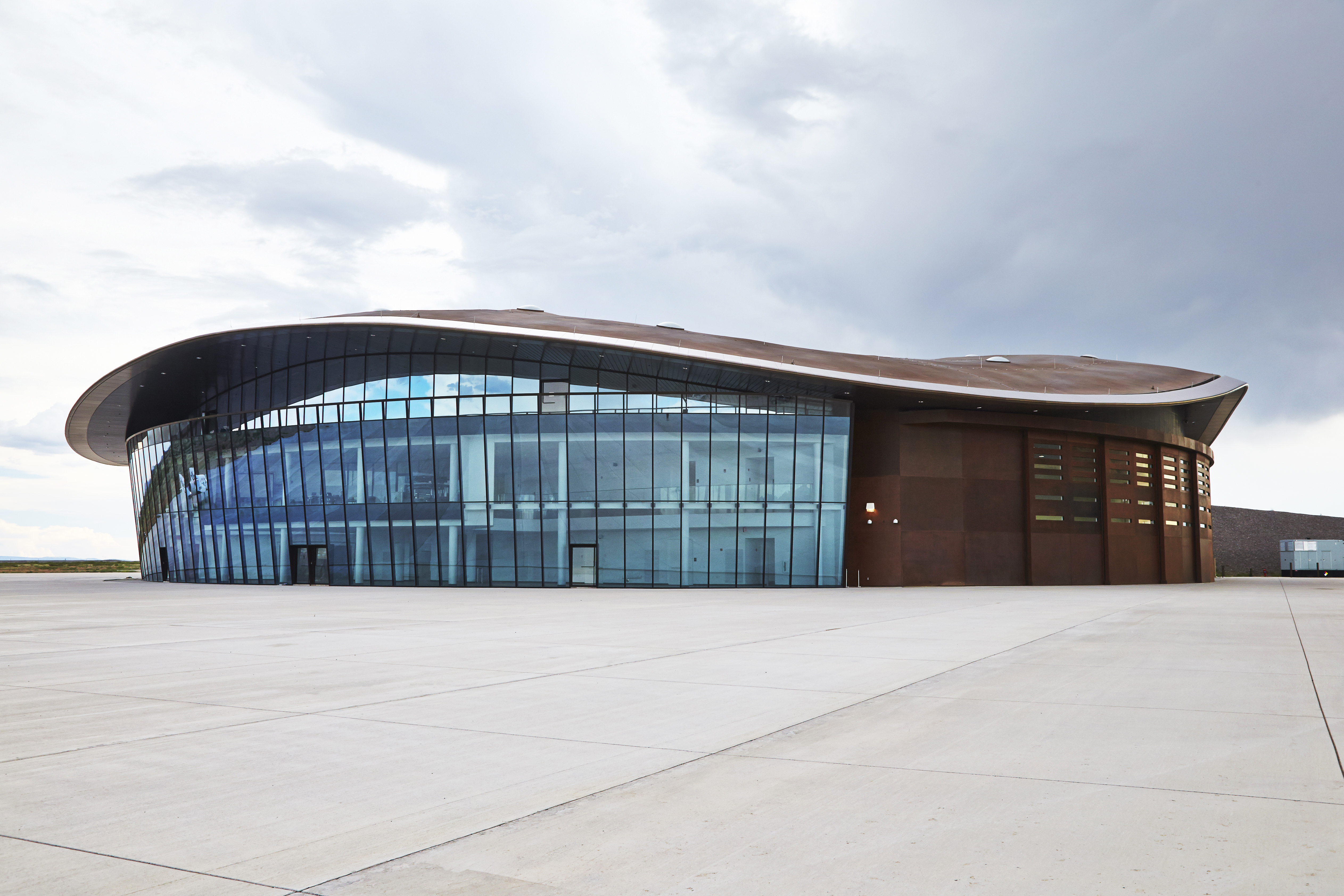
Spaceport America terminal - The Gateway

Mitte Dezember 2005 wurde das 225 Millionen US-Dollar teure Vorhaben in Santa Fe angekündigt. Die Firma Virgin Galactic plante, im Jahr 2010 von diesem Raumhafen aus einen ersten suborbitalen Raumflug durchzuführen. Der Ort wurde ausgewählt, weil der für das Testgelände der US Army gesperrte Luftraum über der Region optimale Startbedingungen bietet. Außerdem war der Bundesstaat New Mexico bereit, das Projekt mit 200 Millionen Dollar zu subventionieren. Um den 4. April 2006 begannen die Konstruktionsarbeiten für eine Rakete auf dem Raumhafen durch die Firma UP Aerospace aus Connecticut, die mit ihrer Höhenforschungsrakete „SpaceLoft XL“ zu den ersten Nutzern der neuen Anlagen gehörte. Im Juli 2006 wurde der Raumhafen von Southwest Regional Spaceport in Spaceport America umbenannt. Im September 2006 waren auf dem Spaceport America drei Unternehmen angesiedelt: Virgin Galactic, UP Aerospace und Starchaser Industries.
Der erste unbemannte Raketenstart am 25. September 2006 endete mit einem Absturz. Der erste erfolgreiche Raketenstart erfolgte am 28. April 2007 – also etwas über sieben Monate nach dem ersten Fehlstart.
Im September 2008 begannen erste Straßen- und Brückenbauarbeiten für den Raumhafen, und am 19. Juni 2009 wurde der Grundstein des Terminal- und Hangargebäudes gelegt. Am 22. Oktober 2010 fand Mittags Ortszeit im Beisein von Virgin-Galactic-Chef Richard Branson und dem Gouverneur von New Mexico, Bill Richardson, die Einweihung der Startbahn statt. Das Terminal- und Hangargebäude von Architekt Norman Foster wurde am 18. Oktober 2011 von Richard Branson eingeweiht. Es trägt den Namen Virgin Galactic Gateway to the Space und enthält sowohl die Abfertigungsbereiche für Passagiere und Wissenschaftler sowie Hangars für zwei White Knight Two-Trägerflugzeuge und bis zu fünf SpaceShipTwo-Raumfahrzeuge. Das Gebäude wurde nach neuesten Niedrigenergie-Standards errichtet und verschwimmt mit seiner Fassade aus „vorgerostetem“ Stahl, der Buckelform von Sanddünen und dem dunklen, gummibeschichteten Dach in der Wüstenlandschaft.
Richard Branson und zwei seiner Kinder wollten die ersten Passagiere sein. Anschließend sollte das Raumfahrzeug für kommerzielle Weltraumtouristen zur Verfügung stehen. Als Datum für den ersten Flug wurde zunächst das Jahresende 2012, dann 2013 genannt. Der erste Startversuch für einen bemannten SpaceShip-Two-Flug vom Spaceport America fand am 12. Dezember 2020 mit der VSS Unity statt. Kurz nach dem Ausklinken des Raumgleiters aus dem Trägerflugzeug trat bei Ersterem ein Triebwerksproblem auf und der Flug wurde abgebrochen.
Am 22. Mai 2021 flog Unity erstmals einen ganzen Testflug vom Spaceport America und erreichte gut 89 Kilometer Höhe. Im Juni 2021 erhielt das Unternehmen eine erweiterte Betriebslizenz zum Transport von "Teilnehmern" (Passagieren).

## Spaceport America Cup
Der Spaceport America Cup ist ein seit 2017 jährlich stattfindender Raketenwettbewerb, an dem nationale und internationale studentische Raketenteams teilnehmen können.

## Weitere Details
Betreiber des Raumhafens ist die „New Mexico Spaceport Authority“ (NMSA). Das Gelände umfasst rund 70 Quadratkilometer Wüstenfläche. Es liegt im Tal Jornada del Muerto, nahe der Geisterstadt Upham, New Mexico. Das Tal erstreckt sich östlich des Rio Grande, ungefähr 72 Kilometer nördlich von Las Cruces und 48 Kilometer östlich von Truth or Consequences.
Im Mai 2013 wurde bekannt, dass das private Raumfahrtunternehmen SpaceX einen dreijährigen Vertrag mit dem Betreiber abgeschlossen hatte. Die Firma wollte die Anlage für Tests des wiederverwendbaren Raumfahrzeugs Grasshopper nutzen.